# 薩哈蘭普爾縣
薩哈蘭普爾縣是印度的一個縣，位於該國北部，由北方邦負責管轄，面積3,860平方公里，識字率為62.61%，2011年人口3,464,228，人口密度每平方公里897人。
29°54′N 77°41′E / 29.900°N 77.683°E